# Stane Bervar
Stanislav „Stane“ Bervar (* 30. Dezember 1905 in Ljubljana, Österreich-Ungarn, heute Teil von Slowenien; † Oktober 1987 in ebenda) war ein jugoslawischer Skilangläufer.
Bervar belegte bei seiner einzigen Teilnahme an Olympischen Winterspielen im Februar 1928 in St. Moritz den 30. Platz über 50 km und bei den Nordischen Skiweltmeisterschaften 1933 in Innsbruck den 113. Platz über 18 km, den 34. Rang über 50 km und den achten Platz mit der Staffel.